# Nils Gunnar Billinger
Nils Gunnar Billinger, född 27 april 1947 i Degerfors församling i Örebro län, är en svensk ämbetsman.

## Biografi
Billinger studerade vid Uppsala universitet 1970–1973, varefter han var internationell sekreterare vid Sveriges Kristna Socialdemokraters Förbund 1976–1980, journalist vid tidskriften Broderskap 1980–1982 och internationell ombudsman i Sveriges socialdemokratiska arbetareparti 1982–1985. Han tjänstgjorde vid Försvarsdepartementet 1985–1991: som informationssekreterare 1985–1989, som planeringschef 1989–1990 och som statssekreterare 1990–1991. Därefter var han verkställande direktör för Statens hundskola 1992–1994 och statssekreterare i Statsrådsberedningen 1994–1996. Billinger var generaldirektör och chef för Post- och telestyrelsen 1998–2004, generaldirektör och chef för Luftfartsstyrelsen 2005–2009 och generaldirektör i Näringsdepartementet 2009–2011. Sedan den 1 juli 2018 är Billinger ordförande i Läkemedelsverkets styrelse.
Nils Gunnar Billinger invaldes 2000 som ledamot av Kungliga Krigsvetenskapsakademien. Han utsågs 2012 till hedersdoktor i nationalekonomi vid Örebro universitet med motiveringen: ”Nils Gunnar Billinger har under en lång karriär som statssekreterare, generaldirektör och utredare i den svenska statsförvaltningen lämnat stora bidrag till att omdana och utveckla den statliga styrningen och förvaltningen av transportinfrastrukturen samt regleringen av sektorn för elektronisk kommunikation. Han har gjort detta i nära dialog med de nationalekonomiska forskarna på området som i honom haft en både nyfiken och kritisk lyssnare. När Billinger nu övergår till en mer senior yrkesroll önskar vi knyta honom närmare för samarbeten med forskningen vid Örebro universitet inom infrastrukturpolitik och upphandling.”